# Gazeta do Povo
Gazeta do Povo (GP) es un periódico mensual brasileño con sede en Curitiba, en el estado de Paraná. El periódico dejó de circular diariamente en formato impreso en 2017, manteniendo sus noticias diarias en formato digital. Es considerado el periódico más grande de Paraná, y uno de los más grandes del país.
Según el diario The Intercept, tras un abrupto cambio de posición política, iniciado en 2015, el periódico se convirtió en un vehículo del conservadurismo brasileño, sobre todo durante el mandato de Jair Bolsonaro.

## Historia
Fue fundado el 3 de febrero de 1919 por Benjamin Lins de Paraíba y Oscar Joseph de Plácido e Silva de Alagoas, cuando su primera edición tuvo lugar en las calles de la ciudad de Curitiba y de la región. En 1962, el periódico fue adquirido por los socios Francisco Cunha Pereira Filho y Edmundo Lemanski, transformando el periódico en una de las principales empresas del Grupo Paranaense de Comunicación.
El 1 de diciembre de 2015 se produjo la primera transformación física del periódico, cuando anteriormente se imprimía en el formato Estándar. En esta fecha comenzó a venderse en formato berlinés con un máximo de 48 páginas, reduciendo así contenidos y cuadernos, y se ofrecieron suplementos por separado en forma de revistas. Los fines de semana el periódico se imprimía en una sola edición de 88 páginas.
El 1 de junio de 2017 se produjo una nueva transformación editorial y física del periódico, cuando comenzó a imprimirse y venderse en formato revista con tirada semanal, es decir, el 31 de mayo de este año, fue el último edición en formato periódico y con circulación diaria. De esta manera, el grupo GRPCOM, propietario de la publicación periódica, centralizó esfuerzos en la producción diaria de información y el consumo de contenidos en medios digitales, como en el portal de noticias de Internet y en dispositivos móviles.
El 3 de septiembre de 2020 se anunció que también se discontinuaría la edición semanal, dando paso a una publicación mensual.